# Стенкамп, Петрюс
Петрюс Антониус Йозеф Мария «Пит» Стенкамп; (нидерл. Petrus Antonius Josephus Maria "Piet" Steenkamp; 8 марта 1925, Эйтхорн, Нидерланды — 8 января 2016, Эйндховен, Нидерланды) — нидерландский государственный деятель, президент Сената Нидерландов (1983—1991). Считался отцом-основателем партии «Христианско-демократический призыв».

## Биография
Окончил экономический факультет Тилбургского католического университета. В 1951 г. он получил докторскую степень по экономике: защитив диссертацию по теме: «Идея организации бизнеса в протестантских кругах».
С 1949 по 1954 г. был сотрудником, а с 1954 по 1966 г. — членом правления консервной фабрики «De Hoorn», принадлежавшей его отцу.
В 1960 г. становится приглашенным, а с 1966 г. — штатным профессором социального права Университета прикладных наук Эйндховена. Являлся деканом кафедры философии и социальных наук. Также возглавлял голландский Пастырский Совет церковного обновления голландской католической церкви после Второго Ватиканского собора.
С 1966 по 1999 г. являлся членом Сената, сначала в качестве представителя Католической народной партии, а с 1980 г. — партии «Христианско-демократический призыв». В 1983—1991 гг. являлся президентом Сената Нидерландов. Также занимал другие должности в верхней палате парламента:
- 1967—1971 гг. — заместитель председателя постоянной комиссии по социальным вопросам,
- 1981—1983 гг. — председатель постоянного комитета по иностранным делам,
- 1991—1999 гг. — заместитель председателя постоянного комитета по иностранным делам.

В 1971 и 1982 гг. назначался королевами Юлианой и Беатрикс соответственно, информатором, то есть лицом, помогающим монарху в формировании кабинета министров. При этом дважды отклонял предложения о вхождении в правительство в качестве министра.
В 1973 г. возглавил созданный после объявления трех христианских партий «Христианско-демократический призыв» (ХДП), председателем которого являлся до 1980 г., став затем его почетным председателем. Считался политическим наставником премьер-министра Дриса ван Агта.
В его честь названа партийная школа ХДП.
Входил в состав различных наблюдательных советов:
- 1964—1997 гг. — авиакомпании KLM,
- до 1997 г. — биохимической компании Corbion,
- 1983—1997 гг. — консалтинговой компании Grontmij,
- 1989—1995 гг. — банка NMB Postbank Groep,
- 1991—1996 гг. — банка ING.

## Награды и звания
Командор ордена Нидерландского льва (1990) и ордена Оранских-Нассау (1985).
Кавалер Большого креста французского ордена «За заслуги» и Большого креста ордена «За заслуги перед Федеративной Республикой Германия».